# Vescisa crenulata
Vescisa crenulata är en fjärilsart som beskrevs av George Francis Hampson 1896. Vescisa crenulata ingår i släktet Vescisa och familjen nattflyn. Inga underarter finns listade i Catalogue of Life.